# Oxysychus facialis
Oxysychus facialis är en stekelart som först beskrevs av Léon Abel Provancher 1887.  Oxysychus facialis ingår i släktet Oxysychus och familjen puppglanssteklar. Inga underarter finns listade i Catalogue of Life.